# Marimã
Marimã (Himarima, Hi-Marima, Marimam), pleme američkih Indijanaca s rijeke Riozinho pritoke Cuniuã, u bazenu Purusa, u brazilskoj državi Amazonas. Jezično se s rezervom klasificiraju među Arawake; prema SIL-u neklasificirani. Godine 1986. nad njima je izvršen masakr, a njihovo brojno stanje svedeno je tek na 30 do 40 osoba. Ranija populacija (1943.) bila oko 1000.

## Vanjske poveznice
- Indian Worlds  Arhivirana inačica izvorne stranice od 16. kolovoza 2008. (Wayback Machine)